# Rafael Lesmes Bobed
Rafael Lesmes Bobed (9 de novembre de 1926 - 8 d'octubre de 2012) va ser un futbolista espanyol que jugava com a defensa.

## Carrera de club
Lesmes va néixer a Ceuta. Durant 12 temporades de Lliga, va jugar al Reial Valladolid (dues etapes) i al Reial Madrid, i va participar en 263 partits de la competició. Va començar la seva carrera amb l'Atlético Tetuán, equip local, i es va retirar el 1962 als 35 anys.
Amb el Reial Madrid, Lesmes va formar part de l'equip que va guanyar cinc Copes d'Europa consecutives.
Va jugar com a titular la final de la Copa d'Europa de 1956, que el Madrid va guanyar 4-3 a l'Stade de Reims i que inauguraría una ratxa de cinc victòries consecutives en aquesta competició. També va jugar com a titular la final de la Copa d'Europa de 1957,1957 que el Madrid va guanyar 2-0 contra l'ACF Fiorentina, la segona victòria consecutiva dels madrilenys en aquesta competició. Igualment va jugar com a titular la final de la Copa d'Europa de 1958, que el Madrid va guanyar per 3-2 contra l'AC Milan a Heysel.
Posteriorment, va treballar amb el club com a observador de jugadors.

## Carrera internacional
Lesmes va ser seleccionat per a la selecció espanyola de la Copa del Món de la FIFA de 1950 com a membre indefinit. Va haver d'esperar gairebé cinc anys per debutar, però, i va jugar en un partit amistós que va perdre per 2-1 contra França el 17 de març de 1955 a Madrid.
El segon i últim partit internacional de Lesmes va ser una victòria per 6-2 contra Irlanda del Nord el 15 d'octubre de 1958, en un altre partit d'exhibició.

## Vida personal i mort
El germà gran de Lesmes, Francisco, també va ser futbolista i defensa. Sovint anomenat Lesmes I, ja que va compartir equip amb el seu germà durant quatre temporades, va passar tota la seva carrera professional amb el Valladolid, sent també internacional espanyol.
Rafael va morir a Valladolid el 8 d'octubre de 2012, un mes abans de complir 86 anys.

## Palmarès
Reial Madrid
- La Lliga: 1953–54, 1954–55, 1956–57, 1957–58[1]
- Copa d'Europa: 1955–56, 1956–57, 1957–58, 1958–59, 1959–60[1]
- Copa Llatina: 1955, 1957[1]